# Thomas Helmig
Thomas Helmig (født 15. oktober 1964 i Egå, Aarhus) er en dansk sanger, sangskriver, musiker og producer. Fra 1983 til 1985 var han sanger og frontfigur i soul- og funkgruppen Elevatordrengene, og debuterede som solist i 1985 på støttesinglen "Afrika", og samme år med albummet Thomas. Han slog for alvor igennem med sine naive, dansksprogede tekster på albummet Vejen væk (1988), der solgte 160.000 eksemplarer, godt hjulpet på vej at hittet "Det er mig der står herude og banker på". Samme år medvirkede Helmig sammen med Søs Fenger, Sanne Salomonsen, og Anne Linnet på singlen "Den jeg elsker, elsker jeg" til fordel for AIDS-Fondet. I 1994 opnåede han igen kommerciel succes med sit ottende album, det anmelderroste Stupid Man, som udover titelnummeret også rummede hittet "Gotta Get Away from You". Albummet solgte 250.000 eksemplarer og udløste seks danske Grammypriser ved Dansk Grammy i 1995.
Helmig fortsatte den soulpåvirkede stil på album som IsItYouIsItMe (2001) og El Camino (2004). I 2006 vendte han tilbage til det danske sprog på Helmig herfra, der blev det syvende bedst sælgende album i 00'erne med over 120.000 eksemplarer. Den 1. november 2013 udgav han sit femtende album, KH Helmig, som var det niende mest solgte album i 2013 i Danmark.
Helmig har solgt omkring 1,5 millioner albums, og er den danske kunstner, der har modtaget flest priser ved Danish Music Awards gennem tiderne, og han modtog Danish Music Awards Ærespris i 2012. Blandt hans mest populære og succesfulde sange er "Stupid Man", "Det er mig der står herude og banker på", "100 dage", "Den jeg elsker, elsker jeg", "Når sneen falder" og "Malaga".
Thomas Helmig har ud over sin solokarriere også skrevet og produceret sange for andre, og har blandt andet arbejdet sammen med Søs Fenger, Hanne Boel, Peter A.G. Nielsen, Sanne Salomonsen, Ray Dee Ohh, Cut'N'Move, TV-2, Moonjam og Malurt.
I 2000 blev Helmig gift med forfatter og tidligere fotomodel Renée Toft Simonsen i Torslev Kirke i Nordjylland. Sammen havde de sønnen Hugo Helmig, der døde i 2022.

## Baggrund

### Biografi
Thomas Helmig voksede op i en søskendeflok på fire i et lægehjem i Aarhus-forstaden Egå. Den musikalske løbebane tog sin begyndelse i forbindelse med forældrenes skilsmisse. Skilsmissen skabte uro og utryghed for den lille Thomas, og han søgte ro ved klaveret. Allerede i en alder af 6 år var han derfor autodidakt pianist, og allerede i 4. klasse dannede han sit første band, 'Heavy Oil', sammen med nogle venner. Hans store forbillede var Gasolin'.
Som 13-årig beherskede han, udover klaveret, guitar og slagtøj – han fik derefter en fast plads som trommeslager i ungdomsbandet 'High Power Satisfaction', som mest spillede i den lokale ungdomsklub. Kort tid efter sin indtræden i bandet som hidtil mest havde spillet kopier af blandt andre The Rolling Stones, Creedence Clearwater Revival, Shu-bi-dua og Gasolin' begyndte han at levere både tekster og musik til bandet.
Efter at have afsluttet folkeskolen fra Sølystskolen i Egå begyndte han på gymnasiet. Men han besluttede sig for at forlade gymnasiet allerede i 1.G for at hellige sig musikken. Han tog i stedet til USA som udvekslingsstudent gennem YFU på en high school, hvor han opdagede Motown-musikken og fandt sammen med nogle soul-musikere i Detroit. Da han kom hjem deltog han i 'Kaksi Kuggas Band' i 1981, som spillede rundt omkring i Aarhus.

### Privatliv
Thomas Helmig blev gift med sangerinden Søs Fenger den 2. oktober 1986 i Egå Kirke i Aarhus, under stor mediebevågenhed. I 1989 blev han skilt fra Fenger.
Helmig blev i 1991 kæreste med fotomodellen Heidi Andersen. Den 18. august 1992 blev de forældre til en datter. I juli 1995 blev parret gift i Risskov Kirke i Aarhus. Parret meddelte i april 1997, gennem en pressemeddelelse, at de efter "en tids adskillelse" skulle skilles.
Samtidig med offentliggørelsen af skilsmissen fra Heidi Andersen, i april 1997, blev Thomas Helmig i medierne kædet sammen den tidligere fotomodel Renée Toft Simonsen. Den 24. juli 1998 blev de forældre til sønnen Hugo. Parret blev gift den 26. august 2000 i Torslev Kirke i Brovst. Familien valgte i august 2005 at flytte til Malaga i det sydspanske Andalusien. I sommeren 2006 flyttede parret tilbage til Århus-bydelen Risskov. I 2012 solgte parret deres villa i Risskov, og købte i stedet en lejlighed på Strandvejen i Aarhus.
I juni 2013 gik Thomas Helmig og Renée Toft Simonsen fra hinanden, og den 9. september 2013 meddelte parret at de skulle skilles efter 17 år som par (heraf gift i 13 år). I den forbindelse udtalte parret i en fælles pressemeddelelse at de ville "forblive hinandens bedste venner resten af vores dage". I 2014 offentliggjorde Renée Toft Simonsen at parret efter tre måneders adskillelse havde fundet sammen igen som par i oktober 2013.

## Karriere

### 1980'erne
Det aarhusianske musikmiljø var på dette tidspunkt, først i 1980'erne, centreret omkring musikstederne Motown og Vestergade 58. Her kom Helmig, og her lærte han musikerne i funk-bandet Elevatordrengene at kende, og i 1983 blev han forsanger i bandet. De turnerede landet rundt i de følgende to år med stor succes. Helmig debuterede som solist på støttesinglen "Afrika" i 1985. Det var her at pladeselskabet Genlyd Grammofon (der ejedes af rockgruppen Gnags) opdagede ham.
Kort tid efter udkom debutpladen, som slet og ret hed Thomas. Albummet blev en mindre succes, mens balladerne "Læg Dig Her Ved Siden Af Mig" og "Langt Ude" fik danskerne til at spærre ørerne op. Den 21-årige sanger fik ros for sit indfølte og varme udtryk. Allerede næste år, 1986, kom efterfølgeren, 2, som indspilles af Thomas Helmig Brothers, som Thomas havde dannet med folk, som tidligere var med i Elevatordrengene – blandt andet trommeslageren Claes Antonsen og guitaristen Palle Torp.
I 1987 udkom det mere rockede album Kære maskine og medierne begyndte at kritisere ham for alt, fra hår til tekstunivers. Pladen Vejen væk udkom i 1988, denne gang uden navnet "...Brothers". Albummets var i overvejende grad bitre sange som var inspireret af Helmigs nyligt overståede skilsmisse fra Søs Fenger. Blandt andet rummer albummet monsterhittene "Nu hvor du har brændt mig af" og "Det er mig der står herude og banker på". Førstnævnte blev kritiseret voldsomt, men den er ikke desto mindre Helmigs mest populære sang til dato. Vejen væk solgte 160.000 eksemplarer. Helmig medvirkede samme år i julesangen "Når sneen falder", sunget i duet med Søs Fenger, og singlen "Den jeg elsker, elsker jeg", som blev indsunget til ære for AIDS-Fondet, som senere skulle vise sig at blive endnu en klassiker.

### 1990'erne
I 1990 udkom Løvens hjerte, der blev dømt til at være en fiasko af medierne, fordi den ikke solgte så godt som forrige album. Løvens hjerte havde dog i december 1990 allerede solgt over 85.000 eksemplarer. På albummet vendte han igen tilbage til sine rødder i klassisk soul. Han blev samme år medejer af pladeselskabet Genlyd, som i 1992 blev solgt til det internationale selskab BMG.
Samme år udsendte Helmig sit første engelsksprogede album, Rhythm. Lyden var præget af guitar med soul, og et enkelt nummer havde besøg af Cut'N'Moves rapper MC Zipp på nummeret "Good Time Rewind". Helmig valgte også at lave et cover af Bob Dylans "Memphis Blues Again" på albummet. Rhythm var den første plade, der blev udgivet i udlandet, dog med titlen Thomas Helmig i udlandet, ligesom denne udgave indeholdt en engelsk version af "Giv mig din mund" fra Løvens hjerte.
I 1993 medvirkede Helmig på Cut'N'Move's andet album Peace, Love & Harmony på sangen "Feel So Right". I august 1993 udkom albummet Say When, der blev indspillet i Los Angeles og produceret af Jai Winding. Albummet høstede tre Grammyer ved årets prisuddeling. 1994 blev året, hvor Helmig fik sit helt store comeback med albummet Stupid Man. Titelnummeret og "Gotta Get Away from You" blev landeplager, og albummet solgte 250.000 eksemplarer – et uhørt tal i dansk musikliv. Han høstede seks Grammyer ved årets prisuddeling. Også dette album udkom i udlandet, uden dog at blive nogen videre succes.
I 1995 skrev og indspillede han 15 nye sange, men skrottede det hele og rejste til USA, hvor han samarbejdede med produceren Timothy Christian Riley (Tony! Toni! Toné!). I 1996 udkom albummet Groovy Day. Albummet, der blev indspillet i USA, indeholdt stadig en del soul-inspireret musik, men blev oven på succesen med Stupid Man, mindre godt modtaget. I 1997 udgav han sit første opsamlingsalbum, Årene går (De største af de første), som indeholdt de største danske hits. Dog indeholdt albummet også to nyere sange, som var de første dansksprogede sange, han havde udgivet siden 1990.
Thomas Helmigs satsning på et internationalt gennembrud i 1990'erne lykkedes ikke. Men til gengæld var han atter meget populær i Danmark, hvilket ud over de høje salgstal afspejledes. I foråret 1999 udkom albummet Dream, som blev et hit hos publikum.

### 2000'erne
I 2000 fejrede Helmig 15-års-jubilæum som musiker og udsendte sit andet opsamlingsalbum, Wanted, denne gang med de engelsksprogede hits. I 2001 udkom IsItYouIsItMe, hvor han igen vendte tilbage til soul'en, men albummet blev ikke videre godt modtaget blandt anmeldere og fans.
Sammen med rockgruppen D-A-D Helmig idemager og medarrangører på den stort anlagt Wig Wam Tour i august 2002, der var en koncertturné med flere store dansk bands, men svigtende billetsalg gjorde, at arrangementet måtte aflyses efter de første to koncerter. Bookingselskabet, Rock On, havde brugt penge fra flere andre af deres grupper, som var bundet op på turnéen, og det endte med at Rock On gik konkurs, og en række kunstnere led økonomisk tab, herunder Gnags, Marie Frank og Love Shop. Grundet de økonomiske implikationer for andre kunstnere, var der flere relationer til andre bands og folk i musikbranchen gik i stykker for både D-A-D og Helmig.
I 2004 vendte han dog tilbage til singer-songwriter-stilen med albummet El Camino.
I 2004 blev Thomas Helmig udnævnt til H.C. Andersen-ambassadør og spillede for fulde huse på årets El Camino-tour, som blandt andet indeholdt fem koncerter på det københavnske spillested VEGA. Renée Toft Simonsen udgav i 2005 en børnebog med tilhørende CD-rom, som Thomas Helmig producerede musikken til.
Efter at have sunget på engelsk siden 1990, udgav Helmig i november 2006 det dansksprogede album Helmig herfra, hvor han til dels vendte tilbage til sin karakteristiske 80'er-lyd. Albummet blev sablet ned af anmelderne for at have banale tekster, men fansene kvitterede for at han var tilbage på dansk og pladen fik dobbelt platin og har solgt 100.000 eksemplarer. Thomas Helmig var nomineret i fire kategorier til Danish Music Awards 2007.
Thomas Helmig udgav sit 14. studiealbum, Tommy Boy, den 2. november 2009. Albummet er produceret i samarbejde med producer og keyboardspiller Søren Runge, der i mange år har været en fast bestanddel af Helmigs liveband. Umiddelbart før udgivelsen udkom singlen "100 dage", en duet med sangerinden Medina. Singlen blev i februar 2010 certificeret platin af IFPI mens albummet opnåede dobbelt-platin i marts samme år, for 60.000 solgte eksemplarer.
I anledningen af, at det er 25 år siden Thomas Helmig albumdebuterede, udkom bokssættet Past Forward den 1. november 2010. Det indeholder 60 sange fordelt på tre CD'er, samt en live DVD med en koncertoptagelse fra Den Fynske Landsby i Odense, der blev optaget den 20. august 2010. Albummet debuterede som nummer et på den danske album-hitliste, og Helmig har således haft nummer-ét-albums i fire årtier, fra 1980'erne til 2010'erne.

### 2011 – i dag
I 2011 medvirkede Helmig på Laust Sonne-nummeret "Disco Heart". Sangen blev til efter Laust Sonne mødte Thomas Helmig i byen, hvor de blev enige om at lave et nummer sammen. Ved Danish Music Awards 2012 modtog Thomas Helmig Æresprisen.
Den 1. november 2013 udkom Helmigs femtende studiealbum, KH Helmig.

## Hæder og kritik
Danish Music Awards
Thomas Helmig er den mest vindende kunster ved Danish Music Awards nogensinde med sammenlagt 16 vundne priser i december 2022.
| År   | Modtager/nomineret arbejde                  | Pris                         | Resultat  |
| ---- | ------------------------------------------- | ---------------------------- | --------- |
| 1989 | Thomas Helmig                               | Årets Danske Sanger          | Nomineret |
| 1989 | "Den jeg elsker, elsker jeg"                | Årets Danske Hit             | Vundet    |
| 1994 | Say When                                    | Årets Danske Album           | Nomineret |
| 1994 | Thomas Helmig                               | Årets Danske Sanger          | Vundet    |
| 1994 | Say When                                    | Årets Danske Pop Udgivelse   | Vundet    |
| 1994 | Thomas Helmig                               | Årets Danske Sangskriver     | Vundet    |
| 1995 | Stupid Man                                  | Årets Danske Album           | Vundet    |
| 1995 | Thomas Helmig                               | Årets Danske Sanger          | Vundet    |
| 1995 | "Gotta Get Away From You (Keep On Walking)" | Årets Danske Hit             | Vundet    |
| 1995 | Stupid Man                                  | Årets Danske Pop Udgivelse   | Vundet    |
| 1995 | Thomas Helmig                               | Årets Danske Sangskriver     | Vundet    |
| 1995 | Thomas Helmig for Stupid Man                | Årets Danske Producer        | Vundet    |
| 2000 | Dream                                       | Årets Danske Album           | Nomineret |
| 2000 | Thomas Helmig                               | Årets Danske Sanger          | Vundet    |
| 2002 | IsItYouIsItMe                               | Årets Danske Album           | Nomineret |
| 2002 | Thomas Helmig                               | Årets Danske Sanger          | Vundet    |
| 2002 | Thomas Helmig                               | Årets Danske Sangskriver     | Vundet    |
| 2007 | Helmig Herfra                               | Årets Danske Album           | Nomineret |
| 2007 | Thomas Helmig                               | Årets Danske Sanger          | Nomineret |
| 2007 | Helmig Herfra                               | Årets Danske Pop Udgivelse   | Nomineret |
| 2007 | Thomas Helmig                               | Årets Danske Sangskriver     | Nomineret |
| 2012 | Thomas Helmig                               | Danish Music Awards Ærespris | Vundet    |

EchoPrisen
| År   | Modtager/nomineret arbejde                        | Pris      | Resultat  |
| ---- | ------------------------------------------------- | --------- | --------- |
| 2023 | "Stupid man" (Mike Lowrey, Gobs og Thomas Helmig) | Årets hit | Nomineret |

GAFFA-prisen
| År   | Modtager/nomineret arbejde | Pris                | Resultat |
| ---- | -------------------------- | ------------------- | -------- |
| 1994 | Thomas Helmig              | Årets Danske Solist | Vundet   |
| 1999 | Thomas Helmig              | Årets Danske Sanger | Vundet   |
| 2001 | Thomas Helmig              | Årets Danske Sanger | Vundet   |

P3 Guld
| År   | Modtager/nomineret arbejde | Pris          | Resultat  |
| ---- | -------------------------- | ------------- | --------- |
| 2002 | Thomas Helmig              | P3 Kunstneren | Nomineret |

### Kritik
Forskningsbibliotekar Henrik Smith-Sivertsen har sagt om Thomas Helmigs tekster: "Hans musik og tekster er blevet udlagt som banale, og hans tekster ér jo kropstekster, men det er, fordi han har valgt det banale, det kropslige. Det er jo det, soul handler om. I hans tekster er der altid en dialektik, to forskellige modpoler: f. eks. altid/aldrig, alene/sammen med andre."

## Diskografi
| - Thomas (1985) - "2" (1986) (som Thomas Helmig Brothers) - Kære maskine (1987) (som Thomas Helmig Brothers) - Vejen væk (1988) - Løvens hjerte (1990) - Rhythm (1992) - Say When (1993) - Stupid Man (1994) - Groovy Day (1996) - Dream (1999) - IsItYouIsItMe (2001) - El Camino (2004) - Helmig herfra (2006) - Tommy Boy (2009) - KH Helmig (2013) - Takker (2018) - Sortedam (2024) | - Årene går (De største af de første) (1997) - Wanted (2000) - Den danske boks (2006) - Den engelske boks (2009) - Past Forward (2010) - Helmig Hits 1 (2025) |